# Trasporti a San Marino

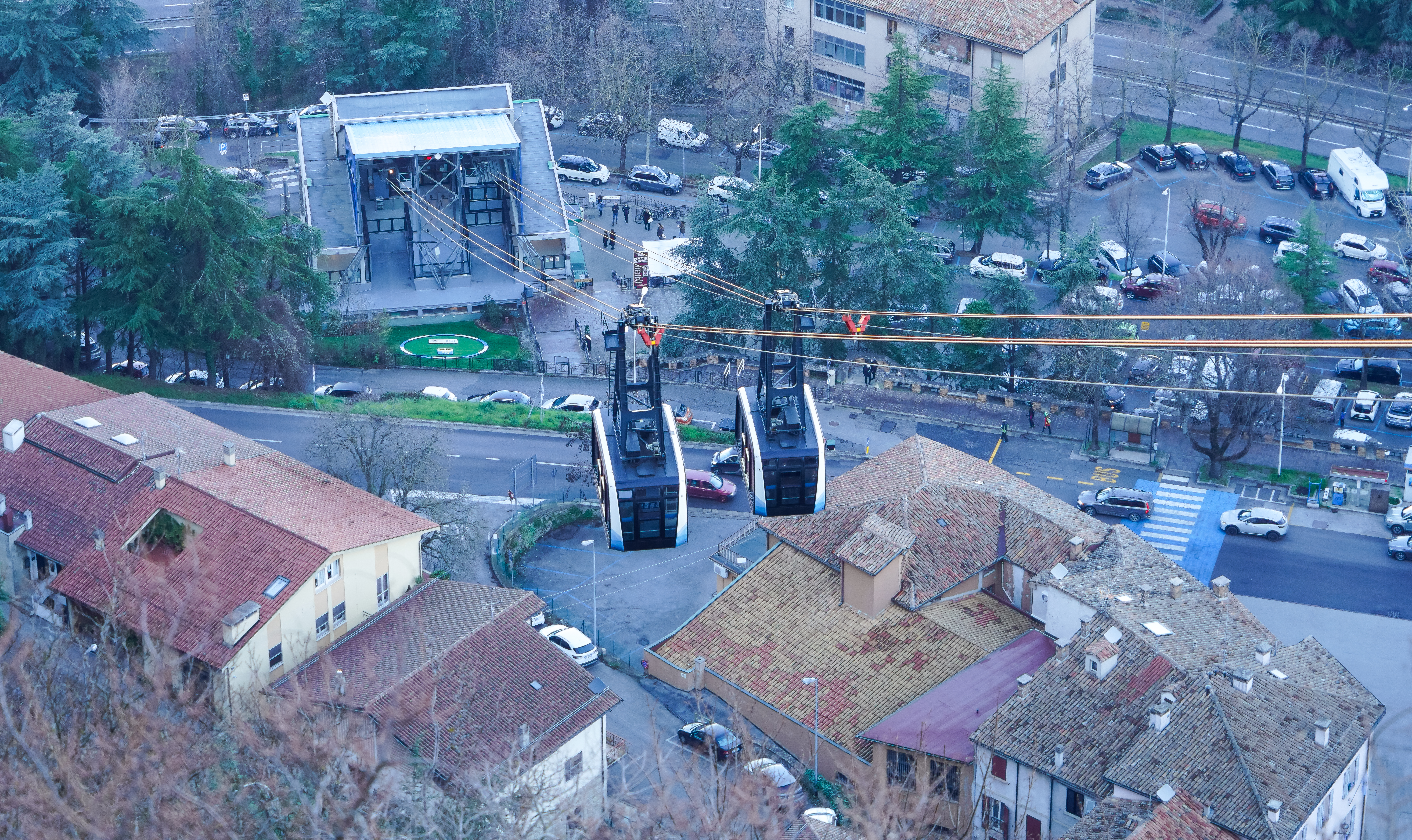
La funivia che collega Borgo Maggiore a San Marino Città

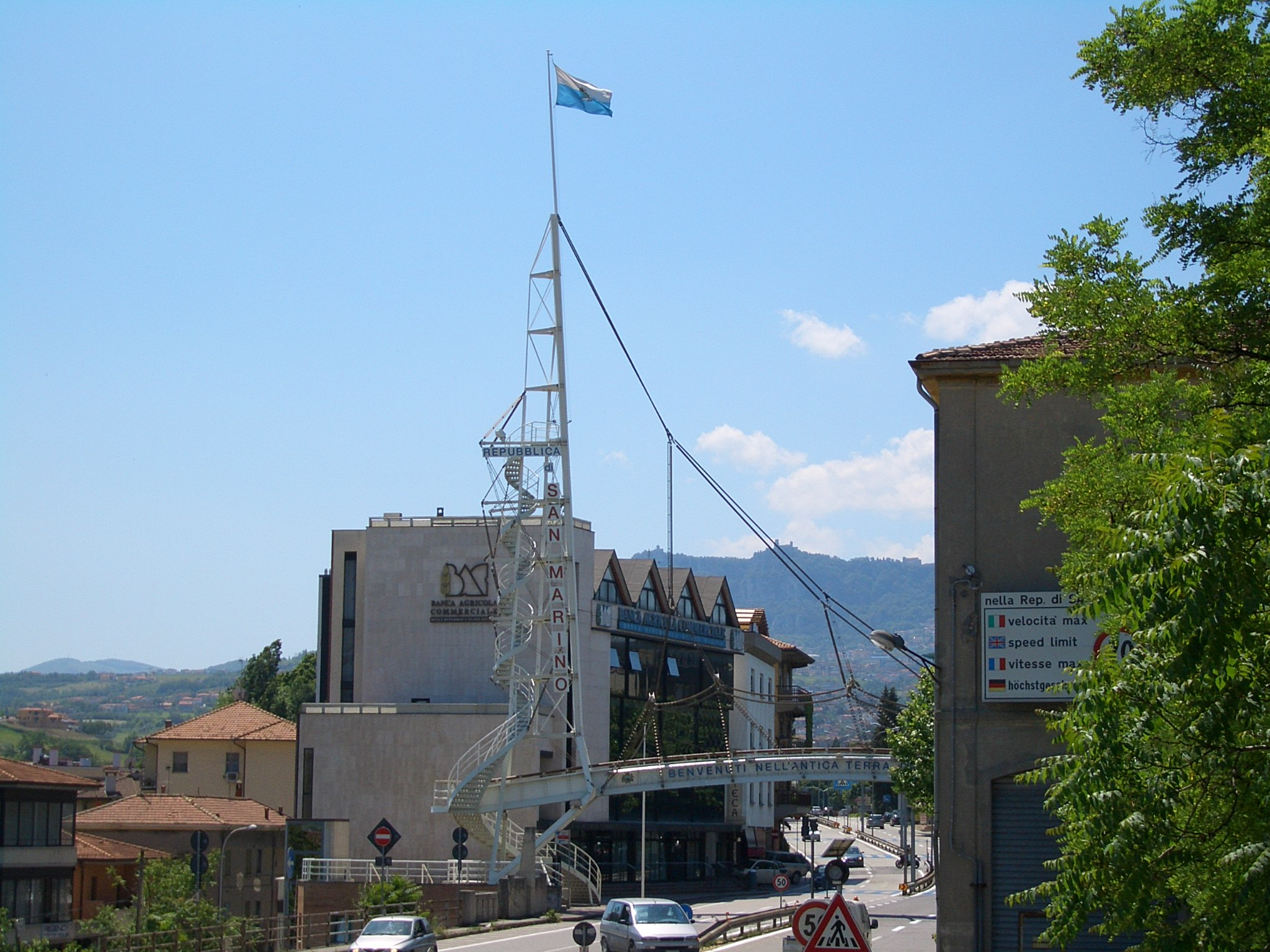
La superstrada di San Marino al confine di Stato

La rete di trasporti a San Marino è attualmente costituita da strade, una superstrada ed una funivia.

## Ferrovia
San Marino disponeva di una linea ferroviaria, la ferrovia Rimini-San Marino, a trazione elettrica, con scartamento ridotto da 950 mm, attiva sino alla fine della seconda guerra mondiale. Distrutta dai bombardamenti del 1944, fu smantellata tra il 1946 e il 1947 per far posto alla superstrada che collega San Marino a Rimini. Presso l'ex stazione di San Marino, a scopo espositivo, ne è stato riattivato un tratto di 800 m. Da dicembre 2022, il tratto superstite vede nuovamente in circolazione un treno storico con passeggeri a bordo, con valenza turistica.
Una piccola parte del resto del tracciato è utilizzato come pista ciclopedonale.
La stazione di Rimini è collegata a San Marino da un servizio autobus.

## Funivia
La funivia di San Marino, lunga 300 m, collega Città di San Marino a Borgo Maggiore.

## Rete stradale
La rete stradale si sviluppa per circa 220 km e non contempla tratti autostradali. Attraverso la rete sono facilmente accessibili i porti, aeroporti e la rete ferroviaria dell'Emilia-Romagna.
La strada principale è la superstrada di San Marino, che in Italia diventa strada statale 72 di San Marino, che collega Città di San Marino con Rimini. Inoltre San Marino è raggiungibile dalle seguenti strade provinciali italiane:
- Cerbaiola - SP 2 di Mercatino Conca → Mercatino Conca (PU)
- Gualdicciolo - SP 15ter diramazione Gualdicciolo → Torello di San Leo (RN)
- Ventoso - SP 32 di San Marino → Verucchio (RN)
- Pianacci - SP 86 di Cà Micci → Cà Micci di Sassofeltrio (RN)
- Caladino - SP 89 Strada Leontina → Agenzia Stazione di San Leo (RN)
- Faetano - SP 131 Tre Ponti → Montescudo di Montescudo-Monte Colombo (RN)

### Viabilità
La viabilità è pressoché ottima, dato il numero di abitanti presenti (circa 30.000), con una media di 1,2 auto pro-capite. I mezzi utilizzati sono soprattutto autoveicoli, che comprendono la grande maggioranza, seguita dai motoveicoli e successivamente i restanti non annoverati in precedenza.

#### Assicurazione
Esistono massimali come per la normativa italiana. Fa parte del circuito della Carta verde.

#### Patente
È legalmente riconosciuta la patente di guida italiana in corso di validità.

#### Norme di guida
Normativa analoga a quella italiana, salvo precedenza a destra nelle rotatorie, a meno di segnaletica diversa. Secondo il nuovo codice della strada sammarinese, entrato in vigore il 28 giugno 2008, si articola su tre livelli: la prima categoria prevede multe da 100 a 250 euro; la seconda da un minimo di 200 a un massimo di 500 euro, mentre la terza stabilisce sanzioni da 400 a 750 euro.
- Ritiro della patente per chi superi di 40 km/h il limite di velocità.
- Sospensione della patente da uno a sei mesi per guida in stato di ebbrezza con tasso alcolemico oltre 0,80 grammi per litro o venga trovato in stato di alterazione psicofisica dovuta all'influenza di sostanze stupefacenti o psicotrope o ad abuso di farmaci e in caso di rifiuto da parte del conducente a sottoporsi ai relativi controlli.
- Multa di 100 euro per divieto di sosta.
- Multa di 100 euro per chi non ha le cinture di sicurezza allacciate, chi usa in auto "cuffie sonore o apparecchi telefonici" e inoltre chi fuma alla guida o il passeggero che fuma senza l'autorizzazione del guidatore.

Per tutte le sanzioni che rientrano nella seconda e nella terza categoria, le multe raddoppiano di importo in caso di recidiva, cioè se le infrazioni sono commesse nell'arco di due anni solari.

## Trasporto pubblico urbano
È esercitato con autobus appartenenti all'Azienda autonoma di Stato per i servizi pubblici (AASS); la stessa società gestisce la funivia. Inoltre funziona il servizio di autolinee Rimini-Città di San Marino gestito in pool da Bonelli Bus di Riccione e dalla sammarinese Benedettini della curazia di Valdragone di Borgo Maggiore. La curazia Rovereta di Serravalle è servita anche dalla linea urbana 7 e 16 di Rimini gestita da START Romagna. La curazia Gualdicciolo di Acquaviva è servita anche dalla linea 160 Rimini - Novafeltria gestita da Start Romagna.

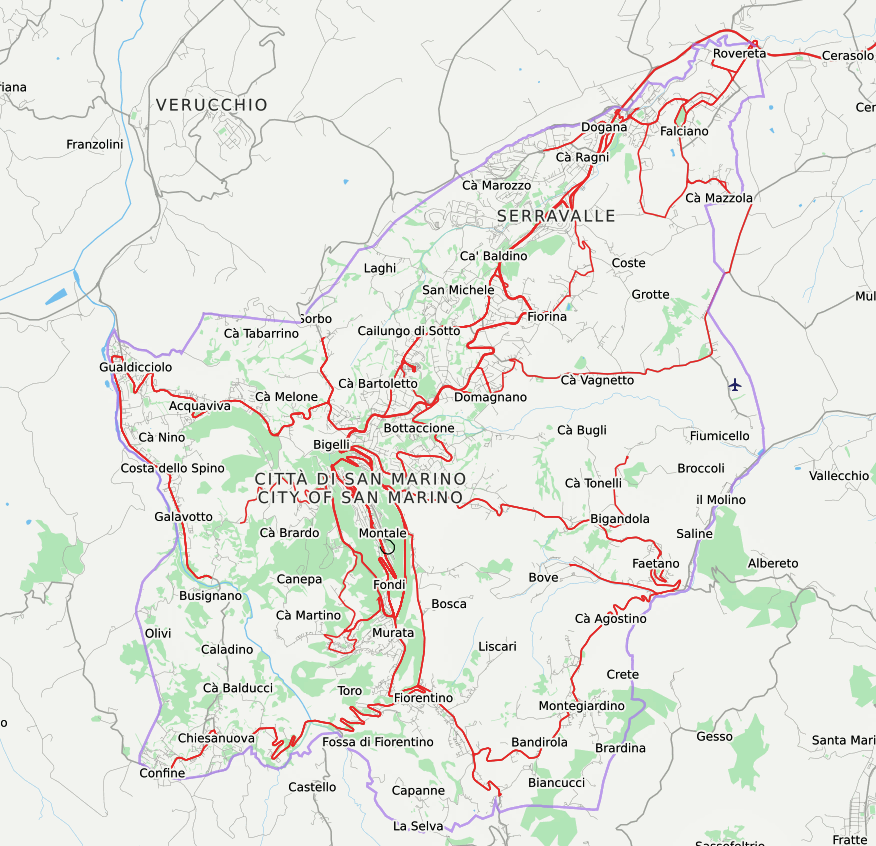
Linee autobus dell'Autolinee Trasporti Interni a San Marino

## Aeroporti
La Repubblica di San Marino è servita dall'Aeroporto Internazionale di Rimini e San Marino "Federico Fellini" in territorio italiano, ma situato a pochi chilometri dal confine sammarinese. La Repubblica di San Marino, possiede il 3% della quota societaria della società di gestione dell'aeroporto.
In località Torraccia esiste un'aviosuperficie ed elisuperficie gestita dall'Aeroclub San Marino che consente le partenze e gli arrivi di elicotteri e aeroplani privati.